# Roger Wierinckx
Roger Wierinckx (Kessel-Lo, 13 november 1927) is een voormalig Belgisch senator.

## Levensloop
Wierinckx werd beroepshalve ambtenaar.
Hij werd lid van de Liberale Partij, die in 1961 PVV en in 1992 VLD werd. Namens deze partij was hij van 1959 tot 1976 gemeenteraadslid en burgemeester van Linden. Na de gemeentefusies van 1976 ging Linden op in Lubbeek, waar hij van 1977 tot 2006 gemeenteraadslid en van 1983 tot 2000 ook burgemeester werd.
Tevens was hij van 1968 tot 1971 provincieraadslid van Brabant. Van 1991 tot 1995 zetelde hij in de Belgische Senaat. In oktober-november 1991 was hij enkele weken provinciaal senator in opvolging van Edgard Peetermans en van november 1991 tot mei 1995 zetelde hij als rechtstreeks verkozen senator.
In de periode januari 1992-mei 1995 had hij als gevolg van het toen bestaande dubbelmandaat ook zitting in de Vlaamse Raad. De Vlaamse Raad was vanaf 21 oktober 1980 de opvolger van de Cultuurraad voor de Nederlandse Cultuurgemeenschap, die op 7 december 1971 werd geïnstalleerd, en was de voorloper van het huidige Vlaams Parlement.  